# Tay Ho
Tây Hồ är ett distrikt i Hanoi som ligger norr om de centrala delarna av staden runt Hồ Tây sjön (västra sjön). Sjön skapades när röda floden ändrade sitt flöde. På en udde i sjön ligger Tây Hồ pagoden som är en av de populäraste pagoderna i Hanoi. Flera andra pagoder och tempel finns runt sjön, till exempel Tran Quoc pagoden som byggdes på 500-talet och anses vara den äldsta i Vietnam och quan Thanh templet som byggdes under Lydynastin (1010-1225).